# João Ribas
João Ribas (Lisboa, 6 de maio de 1965 — 23 de março de 2014) foi um músico, cantor, compositor, letrista, e instrumentista português que se distinguiu no punk rock português. Foi membro fundador das bandas Ku de Judas, Censurados e Tara Perdida.
A vida de João Ribas confunde-se com a própria história do punk em Portugal, estando presente em 3 das 4 vagas do estilo até hoje. Pertenceu à segunda geração de bandas punk portuguesas com os Ku de Judas, ao lado dos Mata-Ratos, Crise Total e Grito Final. Nos Censurados e N.A.M., e ao lado dos Peste & Sida e Lulu Blind, fez parte da terceira geração.Com os Tara Perdida, foi parte integral da quarta geração, juntamente com os K2O3, Fonzie, Easyway, Gazua, PunkSinatra e Dalai Lume. Participou em vários projectos paralelos como por exemplo os Kamones e mais recentemente os Osso Ruído.
Inesperadamente, no dia 3 de Março de 2014, João Ribas foi internado no Hospital de Santa Maria, onde viria a falecer 20 dias depois, devido a uma infecção pulmonar..

## Carreira

### Ku de Judas
Inspirados pelo primeiro disco dos Xutos & Pontapés (78/82), Fernando Serpa, João Pedro Almendra e Bago d’Uva decidem formar uma banda que só ficaria completa com a chegada de João Ribas na guitarra.
Devido ao facto de o Bago d’Uva ter de ir a casa de uma tia em Marteleira, os outros questionaram-se onde seria a referida casa, ao que alguém respondeu: “Fica no ku de judas”. E assim ficou decidido o nome da banda.
Uma vez que eram todos naturais de Alvalade, começaram por tocar na Escola Secundária Padre António Vieira, por ser a que os membros da banda frequentavam. Mais tarde, mudar-se-iam para a sala de ensaios de Lisboa, a Senófila.
Em 1986, após a saída de João Pedro Almendra para os Peste & Sida, João Ribas assume as vozes do grupo.

### Censurados
Regressado de uma viagem à Alemanha, no verão de 1988, e depois de alguma instabilidade nos Ku de Judas, João Ribas decide formar um novo projecto com João Pedro Almendra, que entretanto tinha saído dos Peste & Sida.

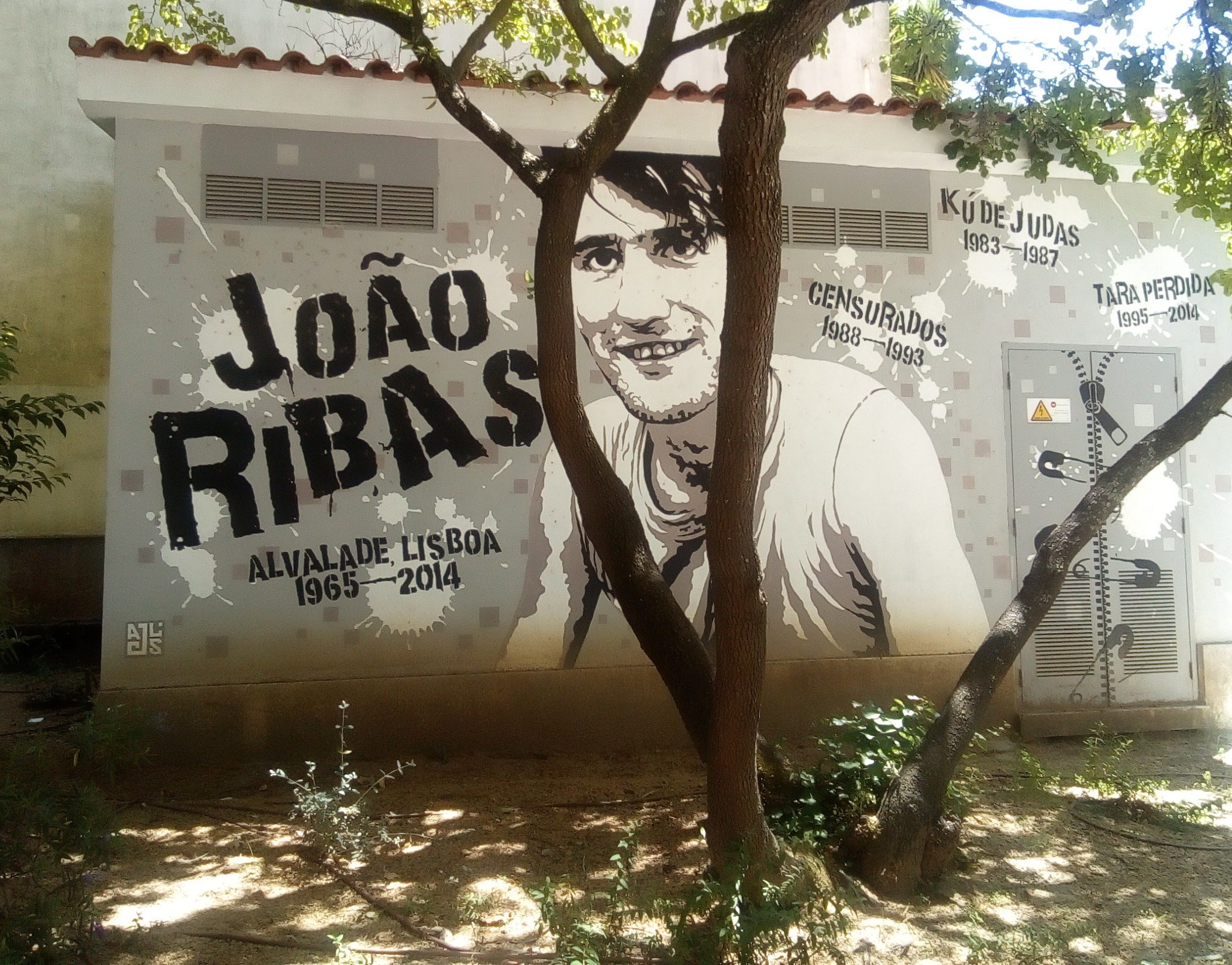
Mural de homenagem a João Ribas, no jardim dos Coruchéus, no bairro de Alvalade em Lisboa

João Pedro Almendra abandona o projecto e João Ribas chega até Samuel Palitos, juntando-se a eles mais tarde Fred Valsassina e Orlando Cohen.
Nascem assim os Censurados, na era do Cavaquismo, com letras simples, directas e em português.
A 2 de Setembro de 1989 os Censurados dão o primeiro concerto, e a partir daí rapidamente surgem fãs por todo lado onde toquem.
O primeiro registo surge em 1990 na colectânea Feedback 001, em vinil, com os temas Srs. Políticos e Não Vales Nada e Está a Andar de Mota.
Mais tarde nesse ano sai o primeiro álbum, Censurados, e rapidamente se torna objecto de culto, sendo inclusive aclamado pela mais importante fanzine americana de Punk/HC, Maximum Rock n’ Roll.
Em 1991 lançam o segundo álbum, Confusão, e passam os dois anos seguintes na estrada.
Em 1993 editam o terceiro e último álbum, Sopa, e terminam oficialmente a 26 de Outubro, depois de gravar uma versão do tema O Que Faz Falta de Zeca Afonso para a compilação Filhos da Madrugada, editada em 1994.
Os Censurados haviam de regressar em 1999, exclusivamente para a comemoração do 20º aniversário dos Xutos & Pontapés, gravando o tema Enquanto a Noite Cai para a colectânea XX Anos XX Bandas. Em Maio deram um concerto na Queima da Fitas de Coimbra, de onde havia de sair a última edição da banda, Censurados ao Vivo. Os Censurados apareceram pela última vez a 7 de Agosto de 1999 no Festival Sudoeste, para uns breves 15 minutos de concerto, para gáudio de todos os fãs presentes.

### Tara Perdida
Depois do fim dos Censurados, João Ribas e Cró juntam-se a Ruka e Orélio e formam os Tara Perdida.
Começam a ensaiar a 10 de Junho de 1995, conseguindo dar o primeiro concerto a 17 de Novembro desse ano no Grupo Dramático Ramiro José.
Em Fevereiro de 1996 assinam pela editora independente Música Alternativa, e começam a gravar em Abril. Enquanto dão os últimos retoques no disco, aproveitam o verão para alguns concertos, com destaque para os concertos no palco Blitz do Festival Vilar de Mouros e a 3 de Agosto no Festival Super Rock, em Faro onde abriram para Ratos de Porão e The Exploited. Em Novembro, sai o álbum Tara Perdida donde saíram temas como Feia, Até m'embebedar e Batata-Frita.
Em 1997 a banda sai em digressão, tendo mesmo tido a oportunidade de abrir para bandas tão emblemáticas da cena punk, como os NOFX e Soziedad Alkoholika, novamente em Faro, no Festival Super Rock 97 a 15 de Julho.
No verão desse ano, a banda começa a trabalhar no seu segundo álbum, tendo este sido gravado entre Maio e Junho de 1998, interrompido no entanto para dois concertos nos coliseus do Porto e Lisboa, a 29 e 30 de Abril, onde abriram para os Offspring. O segundo álbum, Só Não Vê Quem Não Quer, é lançado em Outubro de 98, e partem novamente para a estrada durante quase um ano, destacando-se a única ida ao estrangeiro, com uma actuação no festival CRock Note, em França.
Com muitos concertos e entradas e saídas na banda pelo meio, em Fevereiro e Março de 2002 gravam o novo álbum, É Assim…, que sai em Junho.
Em 2003 e 2004, tocam exaustivamente pelo país fora e voltam novamente ao estúdio em Janeiro de 2005 para a gravação do 4º álbum. Lambe-Botas é lançado em Abril em três concertos explosivos, primeiro no Porto, depois em Lisboa e finalmente em Faro.
A 7 de Dezembro de 2006 é gravado um DVD ao vivo na Incrível Almadense com lotação esgotada, que seria incluído na edição limitada do próximo álbum, Nada a Esconder, editado em 2008.
Em 2009 realizam concertos em nome próprio numa das salas mais consagradas do país como o Coliseu dos Recreios em Lisboa e o Cinema Batalha no Porto.
Cinco anos depois, a 29 de Abril de 2013, os Tara Perdida lançam Dono do Mundo, o sexto disco de originais, mostra a maturidade da banda e abre caminho aos 20 anos de carreira da banda.